# Proconura murrayi
Proconura murrayi är en stekelart som först beskrevs av Girault 1929.  Proconura murrayi ingår i släktet Proconura och familjen bredlårsteklar. Inga underarter finns listade i Catalogue of Life.